# Lista de antigos nomes coloniais portugueses
Esta é uma lista de antigas designações coloniais portuguesas:

## Angola
| Nome colonial                             | Origem                                                            | Nome pós-colonial         | Origem |
| ----------------------------------------- | ----------------------------------------------------------------- | ------------------------- | ------ |
| Vila de Aljustrel                         | Aljustrel (Portugal)                                              | Cangombe                  |        |
| Vila de Ambrisete                         | Ambriz                                                            | Nezeto                    |        |
| Vila Amélia                               | Amélia de Orleães                                                 | Cabinda                   |        |
| Vila de Andrada                           |                                                                   | Cambulo (ou Zagi-Andrada) |        |
| Vila Arriaga                              | Manuel de Arriaga                                                 | Bibala                    |        |
| Vila Asseiceira                           | Asseiceira (Santarém)                                             | Catumbela                 |        |
| Vila do Buçaco                            | Buçaco (Mealhada, Portugal)                                       | Camanongue                |        |
| Vila Duque de Bragança                    | Duque de Bragança                                                 | Calandula                 |        |
| Vila Gabela                               |                                                                   | Amboim                    |        |
| Vila Gago Coutinho                        | Gago Coutinho                                                     | Lumbala Guimbo            |        |
| Vila General Machado                      | Joaquim José Machado                                              | Camacupa                  |        |
| Vila Henrique de Carvalho                 | Henrique de Carvalho                                              | Saurimo                   |        |
| Vila João de Almeida                      | João de Almeida                                                   | Chibia                    |        |
| Vila do Luso                              | Luso (Mealhada, Portugal)                                         | Luena                     |        |
| Cidade de Marechal Carmona                | Marechal Óscar Carmona                                            | Uíge                      |        |
| Vila Mariano Machado                      | Mariano Machado                                                   | Ganda                     |        |
| Cidade de Mossâmedes                      | Barão de Mossâmedes                                               | Moçâmedes                 |        |
| Vila Neves Ferreira                       | Neves Ferreira                                                    | Cuemba                    |        |
| Vila de Nova Chaves                       | Chaves                                                            | Muconda                   |        |
| Vila de Nova Gaia                         | Vila Nova de Gaia                                                 | Cambundi Catembo          |        |
| Cidade de Nova Lisboa                     | Lisboa                                                            | Huambo                    |        |
| Vila de Novo Redondo                      | Redondo (Alentejo, Portugal)                                      | Sumbe                     |        |
| Vila de Nova Sintra                       | Sintra (Portugal)                                                 | Catabola                  |        |
| Vila da Ponte                             |                                                                   | Cuvango                   |        |
| Vila de Porto Alexandre                   | James Edward Alexander                                            | Tômbua                    |        |
| Vila de Portugália                        | Portugal                                                          | Dundo-Chitato/Luachimo    |        |
| Vila de Pereira d'Eça                     | António Pereira de Eça                                            | Ondijiva                  |        |
| Vila de Quilombo dos Dembos               | Quilombo + Dembos                                                 | Gonguembo                 |        |
| Forte República                           | República                                                         | Massango                  |        |
| Forte Roçadas                             | Alves Roçadas                                                     | Xangongo                  |        |
| Vila Robert Williams                      | Robert Williams de Park                                           | Caála                     |        |
| Cidade de Sá da Bandeira                  | Marquês de Sá da Bandeira (Bernardo de Sá Nogueira de Figueiredo) | Lubango                   |        |
| Vila Salazar                              | António de Oliveira Salazar                                       | Nadalatando               |        |
| Vila de Santa Clara                       | Santa Clara de Assis                                              | Ombadja                   |        |
| Vila de Santa Comba Dão                   | Santa Comba Dão (Portugal)                                        | Uaco Cungo                |        |
| Cidade de Santo António do Zaire          | Santo António + Rio Zaire                                         | Soio                      |        |
| Cidade de São Filipe de Benguela          | São Filipe + Benguela                                             | Benguela                  |        |
| Cidade de São Paulo da Assunção de Loanda | São Paulo + Assunção                                              | Luanda                    |        |
| Cidade de São Salvador do Congo           | São Salvador + Reino do Congo                                     | Mabanza Congo             |        |
| Cidade de Serpa Pinto                     | Alexandre Serpa Pinto                                             | Menongue                  |        |
| Cidade de Silva Porto                     | António Francisco da Silva Porto                                  | Cuíto                     |        |
| Vila Teixeira da Silva                    | Francisco Teixeira da Silva                                       | Bailundo                  |        |
| Vila Teixeira de Sousa                    | António Teixeira de Sousa                                         | Luau                      |        |
| Vila Veríssimo Sarmento                   | Veríssimo Sarmento                                                | Camissombo                |        |
| Vila Flor                                 | Vila Flor                                                         | Ecunha                    |        |
| Vila Nova do Seles                        | Vila Nova + Seles                                                 | Seles                     |        |

## Cabo Verde
| Nome colonial                | Origem                      | Nome pós-colonial | Origem |
| ---------------------------- | --------------------------- | ----------------- | ------ |
| Vila de Leopoldina           | Maria Leopoldina de Áustria | Mindelo           |        |
| Vila de Praia de Santa Maria | Maria                       | Praia             |        |

## Guiné-Bissau
| Nome colonial                 | Origem              | Nome pós-colonial | Origem |
| ----------------------------- | ------------------- | ----------------- | ------ |
| Vila do Forte de Gêba         | Rio Geba            | Bafatá            |        |
| Cidade de São José de Bissão  | José I de Portugal  | Bissau            |        |
| Vila de Santa Cruz de Guínala | Santa Cruz          | Buba              |        |
| Vila de Teixeira Pinto        | João Teixeira Pinto | Canchungo         |        |
| Vila de Nova Lamego           | Lamego (Portugal)   | Gabú              |        |
| Aldeia Formosa                | -                   | Quebo             |        |

## Moçambique[1][2]
| Nome colonial              | Origem                              | Nome pós-colonial | Origem |
| -------------------------- | ----------------------------------- | ----------------- | ------ |
| Vila Cabral                | José Ricardo Pereira Cabral         | Lichinga          |        |
| Nova Coimbra               | Coimbra                             | Mechumua          |        |
| Nova Freixo                | Freixo de Espada à Cinta            | Cuamba            |        |
| Miranda                    |                                     | Macaloge          |        |
| Valadim                    |                                     | Mavago            |        |
| Olivença                   | Olivença                            | Lipilichi         |        |
| Belém                      | Belém                               | Mitande           |        |
| Augusto Cardoso            | Augusto de Melo Pinto Cardoso       | Metangula         |        |
| Correia                    |                                     | Etatara           |        |
| Dias                       |                                     | Mbemba            |        |
| Esperança                  |                                     | Malanga           |        |
| Homem                      |                                     | Chimbonila        |        |
| Miranda                    |                                     | Macaloge          |        |
| Nova Beira                 | Beira                               | Nairrubi          |        |
| Nova Guarda                | Guarda                              | Cholue            |        |
| Nova Santarém              | Santarém                            | Nambilange        |        |
| Nova Viseu                 | Viseu                               | M'telela          |        |
| Porto Arroio               |                                     | Meponda           |        |
| Vila Nova de Montalegre    | Montalegre                          | Chiconono         |        |
| Vila Porto Amélia          | Amélia de Orleães                   | Pemba             |        |
| Vila António Enes          | António Enes                        | Angoche           |        |
| Vila de Fernão Veloso      | Fernão Veloso                       | Nacala            |        |
| Nova Chaves                | Chaves                              | Rapale            |        |
| Vila Junqueiro             | Manuel Saraiva Junqueiro            | Gurué             |        |
| Vila Coutinho              | João de Azevedo Coutinho            | Ulongué           |        |
| Vila Caldas Xavier         | Caldas Xavier                       | Kambulatsitsi     |        |
| Vila Vasco da Gama         | Vasco da Gama                       | Chiputo           |        |
| Bragança                   | Bragança                            | Calómue           |        |
| Comandante Brito           | Comandante António Júlio Brito      | Domué             |        |
| Dona Ana                   | Dona Ana Cativa                     | Nhamayabué        |        |
| Gago Coutinho              | Gago Coutinho                       | Mulawera          |        |
| Vila Gamito                | António Cândido Pedroso Gamito      | Mualadzi          |        |
| Vila de Gouveia            | Manuel António de Sousa             | Catandica         |        |
| Vila Pery                  | João Pery de Lind                   | Chimoio           |        |
| Nova Sintra                | Sintra                              | Macate            |        |
| Vila de Vidigueira         | Vidigueira                          | Sussundenga       |        |
| Nova Lusitânia             | Lusitânia                           | Búzi              |        |
| Vila Fontes                | Fontes Pereira de Melo              | Caia              |        |
| Vila Machado               | Joaquim José Machado                | Nhamatanda        |        |
| Vila Paiva de Andrada      | Joaquim Carlos Paiva de Andrada     | Gorongosa         |        |
| Cidade de João Belo        | João Belo                           | Xai-Xai           |        |
| Vila Trigo de Morais       | António Trigo de Morais             | Chókwè            |        |
| Malvérnia                  | Lord Malvern                        | Chicualacuala     |        |
| Vila Alferes Chamusca      | Alferes Manuel dos Anjos Chamusca   | Caniçado          |        |
| Aldeia de Santa Comba      | Santa Comba Dão                     | Mahalazene        |        |
| Aldeia da Madragoa         | Madragoa                            | Chilembene        |        |
| Vila Gomes da Costa        | Manuel Gomes da Costa               | Alto Changane     |        |
| Vila Pinto Teixeira        | Francisco dos Santos Pinto Teixeira | Mabalane          |        |
| Cidade Salazar             | António de Oliveira Salazar         | Matola            |        |
| Cidade de Lourenço Marques | Lourenço Marques                    | Maputo            |        |

## Timor-Leste
| Nome colonial           | Origem                            | Nome pós-colonial               | Origem |
| ----------------------- | --------------------------------- | ------------------------------- | ------ |
| Arcos                   |                                   | Cassa (município Ainaro)        |        |
| Nova Sagres             | Vila de Sagres                    | Tutuala                         |        |
| Novo Luso               | Luso                              | Hato-Udo (município Ainaro)     |        |
| Vila Armindo Monteiro   | Armindo Monteiro                  | Bobonaro                        |        |
| Vila Eduardo Marques    | Eduardo Marques                   | Bazartete                       |        |
| Vila Filomeno da Câmara | Filomeno da Câmara de Melo Cabral | Same                            |        |
| Vila General Carmona    | Óscar Carmona                     | Aileu                           |        |
| Vila Nova de Malaca     | Malaca Portuguesa                 | Lautém                          |        |
| Vila Salazar            | António de Oliveira Salazar       | Baucau                          |        |
| Vila Taveiro            | Taveiro                           | Pante Macassar                  |        |
| Viriato                 | Viriato                           | Hatu-Builico (município Ainaro) |        |